# Mộc Lan (ca sĩ)
Phạm Thị Ngà (1931 – 2015) nổi tiếng với nghệ danh Mộc Lan, là một nữ ca sĩ nhạc tiền chiến người Việt Nam. Bà cùng với nhạc sĩ Châu Kỳ từng là đôi song ca nổi tiếng trong làng âm nhạc trước năm 1975.

## Cuộc đời
Phạm Thị Ngà, sinh năm 1931 tại Hải Phòng trong một gia đình có đến 8 người con, trong đó người cha đã qua đời từ khi bà còn nhỏ.
Bà vào Sài Gòn từ rất sớm, cùng với người anh trai mình. Bà đã gặp được nhạc sĩ Lê Thương, và cũng chính là người thầy dìu dắt bà. Nghệ danh Mộc Lan là do nhạc sĩ Lê Thương đặt cho. Bà nổi tiếng với ca khúc Đi chơi chùa Hương của nhạc sĩ Trần Văn Khê vào thời điểm đó. Tuy nhiên, lần đầu bà đứng trên sân khấu là vào năm 1947, với bài hát Trên sông Dương Tử của Lê Thương.
Sau khi bà lấy nhạc sĩ Châu Kỳ, đôi song ca "Châu Kỳ - Mộc Lan" được hát trên Đài phát thanh Pháp Á với mức lương rất hậu hĩnh. Ngoài đôi song ca "Nguyễn Hữu Thiết - Ngọc Cẩm", cặp vợ chồng ca sĩ Mộc Lan có số lượng khán giả rất đông.
Năm 1954, bà bắt đầu đi hát trong ban Tiếng Tơ Đồng của nhạc sĩ Hoàng Trọng, và kết hợp cùng với Kim Tước, Châu Hà, tạo thành một nhóm tam ca có tên "Mộc Kim Châu".
Sau năm 1975, bà ở lại Việt Nam cùng với đứa con gái bị bệnh tâm thần. Bà qua đời vào ngày 11 tháng 5 năm 2015 tại Thành phố Hồ Chí Minh do bị bệnh phổi.

## Đời tư
Bà kết hôn với nhạc sĩ Châu Kỳ vào năm 1949, sau đó ra Huế sống và tan vỡ vào năm 1952.Bà kết hôn với người chồng thứ hai nhưng không mấy hạnh phúc, do bà cho rằng hắn là một tên đào mỏ. Cuối cùng, bà kết hôn với một sĩ quan Quân lực Việt Nam Cộng hòa.
Bà còn được rất nhiều người theo đuổi, trong đó có nhạc sĩ Đoàn Chuẩn đã sáng tác tặng bà bài hát Gửi người em gái miền Nam, và tặng hoa rất thường xuyên.

## Ca khúc tiêu biểu
Bà đã từng thu khá nhiều dĩa 45 vòng và 78 vòng thời điểm đó, nhưng vì thời cuộc nên một số dĩa bị thất lạc.
Danh sách này không đầy đủ, bạn cũng có thể giúp mở rộng danh sách.
* Nhớ nhung (Thẩm Oánh)
- Đi chơi chùa Hương (Trần Văn Khê)
- Giấc mơ hồi hương (Vũ Thanh)
- Biệt ly (Dzoãn Mẫn)
- Hoài cảm (Cung Tiến)
- Phố buồn (Phạm Duy)
- Khi ánh chiều rơi (Tạ Tấn)
- Em đến thăm anh một chiều mưa (Tô Vũ)
- Tơ sầu (Lâm Tuyền)
- Tiếng thời gian (Lâm Tuyền)
- Trở về Huế (Văn Phụng)
- Chuyển bến (Đoàn Chuẩn & Từ Linh)
- Dạ khúc (Nguyễn Mỹ Ca)
- Suối tóc (Văn Phụng)
- Thoi tơ (Đức Quỳnh)